# Szökés Pretoriából
A Szökés Pretoriából (eredeti cím: Escape from Pretoria) 2020-ban bemutatott brit-ausztrál thriller, melyet Francis Annan írt és rendezett. A főszerepben Daniel Radcliffe és Daniel Webber.
A film története megtörtént eseményeken alapul, az egyik szökevény, Tim Jenkin 2003-as Inside Out: Escape from Pretoria Prison című könyve alapján.
A film forgatása 2019 elején kezdődött Adelaide-ben (Dél-Ausztrália).

## Cselekmény
Két férfit, Tim Jenkin-t és Stephen Lee-t bíróság elé állítják, mert több alkalommal apartheidellenes röplapokat terjesztettek. Jenkint tizenkét évre, Lee-t pedig nyolcra ítélik. A bíróságon Lee ösztönösen megpróbál menekülni, de eredménytelenül. A pretoriai börtön fehér rabok számára fenntartott részébe szállítják őket. Találkoznak egy idősebb politikai fogollyal, Denis Goldberggel, aki négyszeres életfogytiglanit kapott.
Jenkin és Lee egy másik fogollyal, Leonard Fontaine-nel elkezdi megvitatni a szökést, mert az szóba sem jön, hogy letöltsék a büntetésüket. Többen felhívják rá a figyelmet, hogy kudarc esetén vagy kapnak még plusz 25 év büntetést, vagy az őrök lelövik őket menekülés közben. Sikeres szökés addig nem történt. Jenkin elemezni kezdi a börtönt, gondolkodva a menekülési módokon és útvonalakon. Jenkin keményfából készít kulcsokat titokban, amelyek előbb-utóbb pontosan illeszkednek a zárakba. Többféle kulcsra van szükségük, ezeket a börtön különféle pontjain helyezik el. A börtönparancsnok többször razziát tart, felforgatja a cellákat, de semmi gyanúsat nem talál. 404 nap után a három fogoly sikeresen megszökik a börtönből.
Ezt követően a három szökevény élete történetének legnagyobb hajszája veszi kezdetét, de ezeket a történéseket a film már nem mutatja. Átkeltek a határon Mozambikba, Tanzániába, majd onnan Londonba, ahol csatlakoztak az ANK-hoz (Afrikai Nemzeti Kongresszus) és folytatták harcukat az apartheid rendszer ellen. Szökevényeknek számítottak, míg 1991-ben kegyelmet nem kaptak.
Huszonkét év börtön után Denis Goldberg-et 1985-ben kiengedték és hazatért Esme nevű feleségéhez és két gyermekükhöz. Tim barátnőjét, Daphnét elfogták és kilenc napig fogva tartották a szökés után, akivel Tim soha többé nem találkozott.
Az elnyomás és igazságtalanság elleni globális harc eredményeképpen az apartheid elbukott 1992-ben. 1994-ben Nelson Mandelát, az ANK vezetőjét Dél-Afrika elnökének választották.

## Szereplők
| Szereplő          | Színész             | Magyar hang     |
| ----------------- | ------------------- | --------------- |
| Tim Jenkin        | Daniel Radcliffe    | Gacsal Ádám     |
| Stephen Lee       | Daniel Webber       | Hamvas Dániel   |
| Denis Goldberg    | Ian Hart            | Katona Zoltán   |
| Leonard Fontaine  | Mark Leonard Winter | Schmied Zoltán  |
| Mongo             | Nathan Page         | Kárpáti Levente |
| Schnepel kapitány | Grant Piro          | Rosta Sándor    |
| Van Zadelhoff     | Adam Ovadia         |                 |
| Jeremy Cronin     | Adam Tuominen       |                 |

Az igazi Tim Jenkin fogolyként szerepel a börtön várótermében.